# Едуард Грей
Едуард Грей, виконт Грей ъф Фалодън (на английски: Edward Grey, 1st Viscount Grey of Fallodon; 25 април 1862, Лондон – 7 септември 1933, Фалодън, графство Нортъмбърланд) е британски политик и дипломат. От 1885 г. е член на Камарата на общините в британския парламент от Либералната партия. Член на Камарата на лордовете от 1916, когато получава титлата виконт. Заместник-министър на външните работи (1892 – 1895) и министър на външните работи (1905 – 1916). Посланик на Великобритания в САЩ (1919 – 1920).
Грей не се поддава на лобирането на Уинстън Чърчил и някои други членове на кабинета относно привличането на Царство България на страната на Антантата в началото на Първата световна война.